# Stefon Harris
Stefon DeLeon Harris (Albany, 23 de março de 1973) é um  vibrafonista e compositor de jazz norte-americano.

## Biografia e carreira

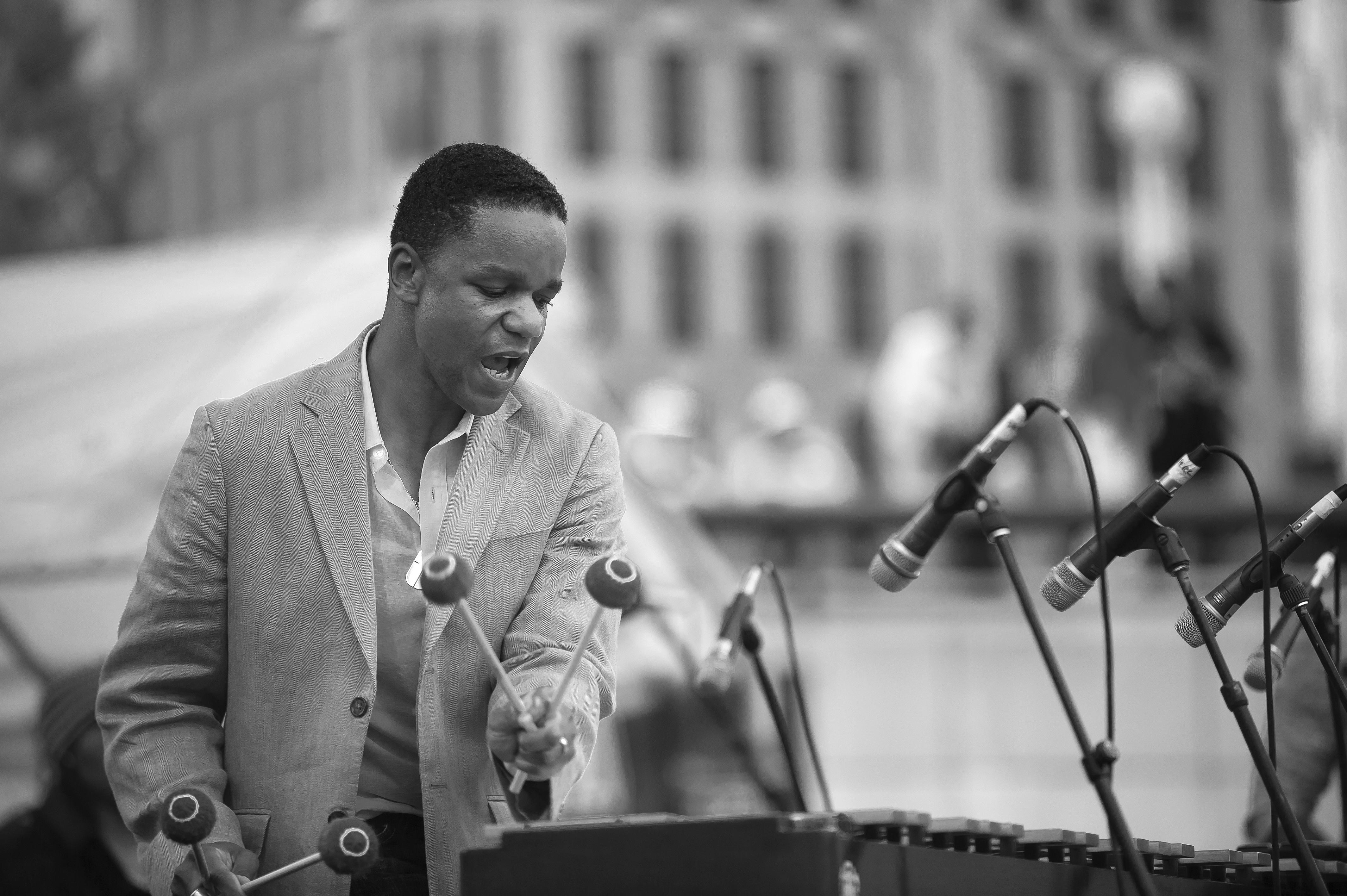
Stefon Harris no 30º Festival Internacional de Jazz de Detroit

Natural de Albany, Nova Iorque, Harris pretendia trabalhar para aOrquestra Filarmônica até ouvir a música de Charlie Parker. Durante a década de 1990, ele gravou com Charlie Hunter e Steve Turre como músico de estúdio. Ele assinou com a Blue Note, que lançou seu álbum de estreia, A Cloud of Red Dust (1998). Seu segundo álbum, Black Action Figure, foi indicado ao Grammy Award. Em 2001, ele trabalhou em conjunto com o pianista Jacky Terrasson no Village Vanguard e gravou o álbum Kindred no mesmo ano. Seu álbum The Grand Unification Theory (2003) venceu o prêmio Martin E. Segal do Jazz no Lincoln Center.
Em abril de 2009, ele foi a atração principal do Orange County Performing Arts Center, Condado de Orange, Califórnia.
Harris colaborou com o saxofonista David Sánchez e o trompetista Christian Scott em 2011 no álbum Ninety Miles gravado em Havana, Cuba.

## Discografia

### Como líder
- A Cloud of Red Dust (Blue Note, 1998)
- Black Action Figure (Blue Note, 1999)
- The Grand Unification Theory (Blue Note, 2003)
- Evolution (Blue Note, 2004)
- African Tarantella: Dances With Duke (Blue Note, 2006)
- Urbanus (Concord, 2009)
- Sonic Creed (Motema, 2018)

### Como co-líder
- Kindred (Blue Note, 2001) com Jacky Terrasson
- Ninety Miles (Concord Picante, 2011) com David Sánchez e Christian Scott
- Ninety Miles Live at Cubadisco (Concord Picante, 2012) com David Sánchez e Christian Scott

### Como membro do The Classical Jazz Quartet
- Tchaikovsky's Nutcracker (Vertical Jazz, 2001)
- The Classical Jazz Quartet Plays Bach (Vertical Jazz, 2002)
- The Classical Jazz Quartet Play Rachmaninov (Kind of Blue, 2006)
- The Classical Jazz Quartet Play Tchaikovsky (Kind of Blue, 2006)
- Christmas (Kind of Blue, 2006)[5]

### Como membro do The SFJazz Collective
- Live 2008: 5th Annual Concert Tour - The Works of Wayne Shorter (SFJAZZ, 2008)[3CD]
- Live 2010: 7th Annual Concert Tour - The Works of Horace Silver (SFJAZZ, 2010)[3CD]
- Live in New York 2011 - Season 8 - The Music of Stevie Wonder (SFJAZZ, 2011)
- Wonder - The Songs of Stevie Wonder (SFJAZZ, 2012)
- Live: SFJAZZ Center 2013 - The Music of Chick Corea (SFJAZZ, 2013
- Miguel Zenón Retrospective: Original Compositions, 2004-2016 (SF Jazz Collective, 2018)